# Deadlock II: Shrine Wars
Deadlock II: Shrine Wars è un videogioco strategico a turni per Windows, pubblicato nel 1998 da Accolade.
È il seguito di Deadlock: La conquista del pianeta, del quale riprende la stessa ambientazione, la meccanica generale di gioco e in parte anche la stessa grafica. La critica gli dà una valutazione media ma fa notare come si può considerare un'espansione più che un vero e proprio seguito.

## Modalità di gioco
Il gioco funziona sostanzialmente come il precedente Deadlock, al quale si rimanda per i dettagli, ma l'interfaccia è completamente modificata, divenendo personalizzata e a schermo intero anziché a normali finestre del sistema operativo.
Vengono inoltre aggiunte una campagna per ognuna delle 7 razze giocabili, nuove unità, edifici, tecnologie, tipi di pianeta ecc., nonché la possibilità di stringere alleanze e costruire insediamenti in mare. Tra gli edifici compaiono gli shrine ("santuari" in inglese) a cui si riferisce il titolo, strutture misteriose preesistenti, che hanno particolari capacità e in alcune partite permettono di ottenere la vittoria controllandone un certo numero.